# Distretto di Kayonza
Il distretto di Kayonza è un distretto (akarere) del Ruanda, parte della Provincia Orientale con capoluogo Kayonza.
Il distretto si compone di 12 settori (imirenge):
- Gahini
- Kabare
- Kabarondo
- Mukarange
- Murama
- Murundi
- Mwiri
- Ndego
- Nyamirama
- Rukara
- Ruramira
- Rwinkwavu